# Pinkwashing (bröstcancer)

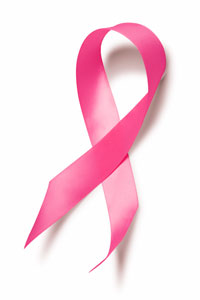
Rosa bandet, solidaritetssymbol för bröstcancer

Pinkwashing är ett teleskopord av de engelska orden pink och whitewashing. Ordet skapades av bröstcancer-aktivister, för att belysa hur företag använde sig av Rosa Bandet för att sälja produkter, samtidigt som produkterna innehöll cancerframkallande ämnen.

## Utvidgad betydelse

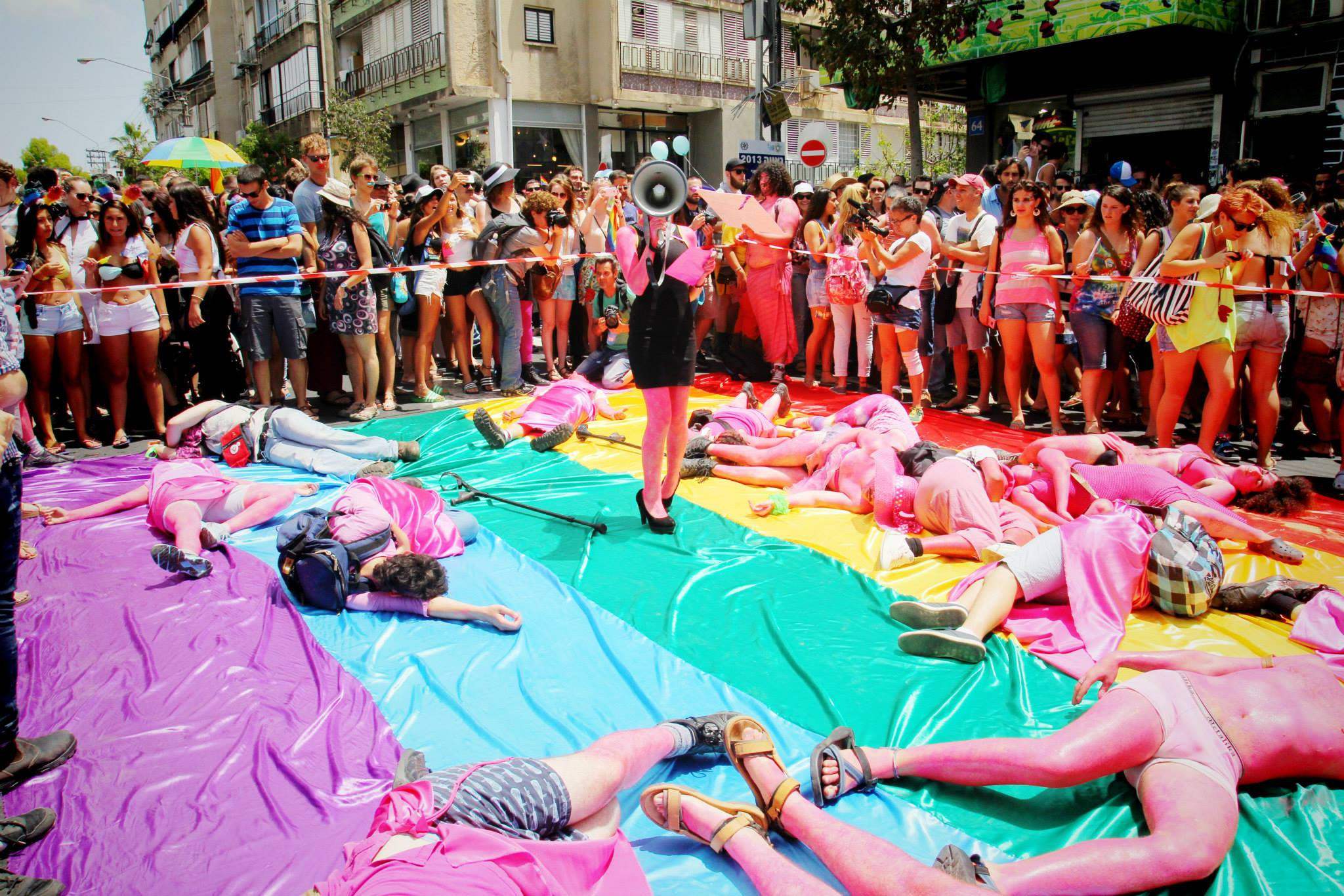
Kollektiv protest i Tel Aviv mot israelisk HBTQ-pinkwashing.

Senare har pinkwashing fått en bredare betydelse och använts för att beskriva argumentation eller ageranden som påstår sig vara feministiska utan att vara det, alternativt för att dölja annan verksamhet. Inom HBTQ-rörelsen kallas det pinkwashing (även kallad rainbow-washing) när företag, organisationer eller stater försöker utnyttja rörelsen för kommersiella eller politiska ändamål.  